# Corrida contra o Destino
Corrida contra o Destino (em inglês:  Vanishing Point) é um road movie existencial do gênero ação de 1971 dirigido por Richard C. Sarafian e estrelado por Barry Newman, Cleavon Little e Dean Jagger.
Notável pelo trabalho cinematográfico que caracteriza o cenário do sudoeste norte-americano e por seu comentário social sobre o clima pós-Woodstock nos Estados Unidos no começo da década de 70, continua popular até os dias de hoje, sendo considerado um filme cult, que combina os impressionantes e desolados panoramas e o pano de fundo da contracultura de Easy Rider com as perseguições automobilísticas de Bullitt e The French Connection.

## Enredo
O motorista entregador de carros de uma oficina mecânica chamado Kowalski chega a Denver, Colorado, numa noite de sexta-feira com um automóvel Imperial preto. Seu colega do serviço de entrega Sandy pede que ele descanse um pouco, mas Kowalski insiste em começar sua próxima tarefa que é entregar um Dodge Challenger R/T 440 Magnum 1970 branco (supostamente turbinado) em São Francisco, Califórnia, na segunda-feira. Antes de sair de Denver, Kowalski entra no estacionamento de um bar de motoqueiros por volta da meia-noite para comprar comprimidos de anfetamina para permanecer acordado durante a longa viagem pela frente. Ele aposta com seu revendedor Jake que ele chegará a São Francisco às 15h de domingo, mesmo que a entrega seja esperada para segunda-feira. Durante o decorrer do filme, através de flashbacks e de leituras de seu registro na polícia, é descoberto que Kowalski é um veterano condecorado com a Medalha de Honra por ter participado da Guerra do Vietnã, além de ser um ex-piloto de corrida e motociclista e ex-policial.
Dirigindo para o oeste através do Colorado, Kowalski é perseguido por dois policiais que tentam detê-lo por excesso de velocidade. Ele força um oficial a sair da estrada e escapa do outro, pulando sobre um leito seco de riacho. Mais tarde, o motorista rachador de um Jaguar E-Type corre ao lado de Kowalski e o desafia para uma corrida. Depois que o motorista do Jaguar quase o tira da estrada, Kowalski o ultrapassa e bate no Jaguar em uma ponte de pista única, fazendo com que o Jaguar caia no rio; Kowalski verifica se o motorista está bem e depois vai embora ao perceber que carros da polícia surgem ao longe perseguindo-o.
Kowalski dirige através dos estados de Utah e Nevada, com a polícia incapaz de pegá-lo. Durante a perseguição, Kowalski ouve a estação de rádio KOW, que é transmitida de Goldfield (Nevada); um DJ negro cego da estação, chamado Super Soul, ouve a frequência de rádio da polícia e decide ajudar Kowalski a fugir dela; ao longo da história, Super Soul parece compreender as atitudes de Kowalski como se pudesse vê-lo, ouvi-lo e sentir suas reações. Com a ajuda de Super Soul, que chama Kowalski de a "última alma livre" e "o último herói americano", Kowalski ganha o interesse da mídia e as pessoas começam a se reunir em frente ao prédio da estação da rádio KOW para oferecer seu apoio.
Durante a perseguição policial em Nevada, Kowalski se vê cercado na estrada e segue para o meio do deserto. Depois que ele substitui um pneu furado, Kowalski encontra um velho garimpeiro que captura cascavéis no deserto para uma comunidade cristã pentecostal, recebendo ajuda dele para obter mais gasolina para seu carro. Depois que Kowalski recebe combustível, o velho o leva de volta à estrada. Lá, ele dá carona para dois homens homossexuais encalhados a caminho de São Francisco com uma placa de "recém-casados" em sua janela traseira; quando eles tentam assalta-lo à mão armada, Kowalski os joga para fora do carro e continua sua jornada.
Na tarde de sábado, um vigilante da polícia fora de serviço e um grupo de bandidos invadem o estúdio da KOW e atacam Super Soul e seu assistente de estúdio. Perto da divisa do estado da Califórnia, Kowalski é ajudado pelo motociclista hippie Angel, que lhe dá mais pílulas de anfetamina para ajudá-lo a ficar acordado; a namorada de Angel, que tem o costume de pilotar sua moto nua, reconhece Kowalski e mostra uma colagem que ela fez de artigos de jornal sobre sua carreira policial. Kowalski suspeita que a transmissão de Super Soul esteja sendo direcionada pela polícia para prendê-lo. Confirmando que a polícia está realmente esperando na divisa, Angel ajuda Kowalski a atravessar a barreira com a ajuda de uma velha sirene de ataque aéreo e de uma pequena moto com um farol vermelho amarrado ao topo da Challenger, simulando um carro da polícia. Kowalski finalmente chega à Califórnia no sábado, às 19h12; ele liga para Jake de um telefone público para garantir que ele ainda pretende entregar o carro na segunda-feira, embora reconheça que não ganhará a aposta e se oferece para dobrar sua conta na próxima vez que comprar drogas com Jake.
Na manhã de domingo, a polícia da Califórnia, que acompanha os movimentos de Kowalski em um mapa eletrônico da parede, monta um bloqueio com duas escavadeiras na pequena cidade de Cisco, onde Kowalski passará. Uma pequena multidão se reúne à beira da estrada e, quando Kowalski se aproxima em alta velocidade do local, ele sorri antes de colidir o seu veículo com as escavadeiras, causando uma enorme explosão. Enquanto os bombeiros trabalham para apagar as chamas, os habitantes da cidade se dispersam lentamente.

## Elenco
- Barry Newman – Kowalski
- Cleavon Little – DJ Super Soul
- Dean Jagger – Caçador de cobras
- John Amos – Engenheiro de som de Super Soul
- Delaney Bramlett – cantor da banda J. Hovah
- Bonnie Bramlett – cantora da banda J. Hovah
- Rita Coolidge – cantora da banda J. Hovah
- Timothy Scott – Angel
- Gilda Texter – motociclista nua

## Produção

### Roteiro
O roteiro foi escrito pelo novelista cubano Guillermo Cabrera Infante, sob o pseudônimo de  Guillermo Cain. A história é baseada em fatos reais da época, a carreira destruída de um policial de San Diego e uma perseguição automobilística em alta velocidade a um motorista que se recusou a parar e morreu ao bater num bloqueio policial. Infante criou o personagem "Super Soul' baseado no legendário cantor de rock & roll The Big Bopper.:26  Ele reflete o popular tipo de vida da contracultura da época, com elementos inclusos de rebelião, drogas e sexo livre ao som do rock & roll.

### Pré-produção
Em 1969, o diretor Richard C. Sarafian recusou uma oferta para dirigir Robert Redford e Gene Hackman em Downhill Racer para dirigir Corrida contra o Destino, atraído pelo tema da contracultura no roteiro de Infante (Caim). Originalmente, ele queria Hackman para viver o personagem Kowalski mas Richard D. Zanuck, diretor-executivo da 20th Century Fox, insistiu na escalação do relativamente desconhecido ator Barry Newman para o papel. O filme marca a primeira aparição nas telas de cinema de Cleavon Little e John Amos.

### O carro
De acordo com Sarafian, foi Zanuck quem teve a ideia de usar um Dodge Challenger 1970 no filme, porque ele queria prestar um favor à Chrysler, que por muito tempo fornecia automóveis para os filmes da Fox pelo preço simbólico de 1 dólar de aluguel por dia; vários dos outros carros usados no filme também são modelos da Chrysler.:27 O coordenador de pilotos-dublês Carey Loftin disse que pediu o Challenger R/T por causa de qualidade da barra de torsão da suspensão e da potência do motor, considerando-o um bom e resistente carro de corrida.

Kowalski e seu Dodge Challenger R/T branco.

Cinco Dodge Challenger R/T  brancos foram entregues pela montadora à Fox para o filme como promoção e devolvidos ao final das filmagens, quatro deles com 440 HP e quatro marchas e um com 383 HP e automático. Nenhum equipamento especial foi instalado ou mudanças feitas nos carros, à exceção da instalação de amortecedores mais potentes no carro que faz um salto sobre o riacho No Name Creek. Os Challengers tiveram a manutenção feita por Max Balchowsky, preparador de carros também usado para cuidar dos Ford Mustang de Bullitt e tiveram um bom desempenho, apesar de problemas causados pela poeira do deserto. Nenhum dos motores explodiu mas Loftin recorda-se que vários escalpos foram feitos de um carro para outro para substituir peças avariadas, porque "a produção realmente destruiu um ou dois carros" durante as filmagens subindo e descendo rampas entre as auto-estradas e os riachos no caminho. O chefe dos dublês relembra que os motores de 440 HP eram tão fortes "que chegavam a ser pressão demasiada para os corpos; você saía em primeira e era quase como se tivesse sido completamente empurrado para trás". Todos os carros usaram a placa verde OA-5599.

### Filmagens
A fotografia principal do filme começou no verão de 1970 e tinha a duração planejada de 60 dias. Problemas financeiros enfrentados pelo estúdio na época fizeram com que Zanuck diminuísse o tempo de filmagem de Sarafian em 22 dias; com isso, o diretor decidiu deixar de filmar algumas cenas previstas ao invés de filmar apressadamente todo o resto do roteiro.:30 Um dia normal de filmagens envolvia viajar com os atores – alguns deles amadores convocados pelo diretor para papéis secundários– e equipe de produção num total de 19 pessoas por várias horas até algum lugar remoto, filmar por várias horas e então passar a noite em algum motel próximo até dia seguinte. As filmagens tiveram alguns contratempos, como por exemplo uma vez em que Newman teve que entrar com o carro cheio de câmeras instaladas nele no meio do mato, para evitar uma colisão frontal com outro motorista desavisado que tinha ignorado a barreira policial na estrada feita para garantir a segurança das filmagens.:28-29
O diretor de fotografia John A. Alonzo usou câmeras Arriflex II leves, que ofereciam grande flexibilidade para a livre movimentação; closes e filmagens em planos médios eram feitas com as câmeras montadas diretamente nos veículos ao invés de se usar a prática comum de filmar os motoristas de um reboque ou camionete andando na frente dos veículos em movimento. Para passar uma imagem de alta velocidade, a taxa de velocidade das câmeras foi diminuída; como exemplo, a cena da disputa na estrada entre Kowalski e o motorista do Jaguar que o desafia para uma corrida, a velocidade das câmeras foi diminuída pela metade. Na cena real, os carros iam pela estrada a 80 km/h, mas quando projetada em velocidade normal, eles pareciam correr em velocidade muito mais alta.

### Locações
As filmagens fora  feitas no interior dos Estados Unidos, em estradas e pequenas cidades do sudoeste do país, nos estados de Colorado, Utah, Nevada e Califórnia. As cenas do caçador de serpentes vivido por Dean Jagger foram feitas nos lagos de sal de Nevada e a estação de rádio de "Super Soul" gravada em Goldfield, no mesmo estado; toda a participação de Cleavon Little foi gravada em três dias.:30

### Dublês
Carey Loftin foi o coordenador de dublês e o responsável pelas principais cenas de pilotagem com uso de dublês. Newman aprendeu com ele várias técnicas de pilotagem e foi encorajado a fazer algumas de suas próprias cenas. O Charger de 383 HP foi o usado como reboque na cena final da colisão de Kowalski com os bulldozers. Um cabo de cerca de 400 metros de extensão foi colocado entre o Challenger – pilotado por Loftin – e um Chevrolet Camaro 1967 branco cheio de explosivos, que foi o jogado contra as pás dos tratores que fechavam a estrada. Loftin esperava que o carro explodisse e saísse por cima dos tratores rolando pela estrada através deles mas em vez disso o Camaro ficou preso, destruído entre os tratores, efeito que no final acabou sendo considerado melhor.

### Cortes
A versão do filme exibida na Europa e na Inglaterra, teve duração e cenas diferentes do filme exibido nos EUA. Na versão europeia, Kowalski dá carona durante a noite a uma mulher misteriosa, interpretada pela atriz Charlotte Rampling, pouco antes do fim do filme. Ele fuma maconha com ela e só para quando começa a sentir que está ficando "ligado". Ele para o carro e beija a mulher, que diz a ele que "o estava esperando pacientemente em todos os lugares e há muito tempo, desde sempre". Ao amanhecer, quando Kowalski acorda no carro, ela desapareceu sem deixar traços. Segundo declarações do ator e do diretor do filme, a personagem sem nome de Rampling era uma figura alegórica representando a morte. A cena foi cortada do filme exibido aos americanos, diminuindo sua duração de 105 para 98 minutos, por medo dos produtores de que o público não a entendesse. Em entrevista anos depois, Newman declarou que não acreditou quando viu que os produtores da Fox haviam cortado a cena na montagem final, considerando-a, devido ao existencialismo presente na história, como uma das mais importantes de todo o filme.

## Trilha sonora
O diretor Sarafian queria que a trilha sonora do filme fosse toda feita com as músicas do disco Motel Shot da banda Delaney & Bonnie and Friends, que além da dupla de cantores e compositores marido-mulher do nome, também tinha a participação de artistas como Leon Russell, Duane Allman, Stephen Stills, Joe Cocker e Rita Coolidge.:30 Porém, o chefe o departamento musical da 20th Century Fox da época, Lionel Newman, vetou a ideia por não querer gastar muito dinheiro na compra dos direitos de todos estes artistas de renome. O diretor então sugeriu que o compositor Randy Newman fizesse a trilha, o que também foi recusado.:30
Depois de assistir o filme, o supervisor musical Jimmy Bowen escreveu então três canções novas para a trilha e usou músicas de artistas mais baratos para completá-la. Delaney & Bonnie and Friends acabou participando do filme como a banda "J. Hovah", um grupo de hippies religiosos que faz um show no deserto.
| N.º            | Título                                           | Duração |  |
| 1.             | "Super Soul Theme" (The J.B. Pickers)            | 1:50    |  |
| 2.             | "The Girl Done Got It Together" (Bobby Doyle)    | 2:47    |  |
| 3.             | "Where Do We Go From Here?" (Jimmy Walker)       | 2:53    |  |
| 4.             | "Welcome to Nevada" (Jerry Reed)                 | 1:52    |  |
| 5.             | "Dear Jesus God" (Bob Segarini & Randy Bishop)   | 3:57    |  |
| 6.             | "Runaway Country" (Doug Dillard Expedition)      | 4:09    |  |
| 7.             | "You Got to Believe" (Delaney, Bonnie & Friends) | 3:00    |  |
| 8.             | "Love Theme" (Jimmy Bowen Orchestra)             | 2:40    |  |
| 9.             | "So Tired" (Eve)                                 | 2:10    |  |
| 10.            | "Freedom of Expression" (The J.B. Pickers)       | 5:48    |  |
| 11.            | "Mississippi Queen" (Mountain)                   | 2:32    |  |
| 12.            | "Sing Out for Jesus" (Big Mama Thornton)         | 1:47    |  |
| 13.            | "Over Me" (Bob Segarini and Randy Bishop)        | 3:04    |  |
| 14.            | "Nobody Knows" (Kim & Dave)                      | 2:22    |  |
| Duração total: | Duração total:                                   | 40:51   |  |

O rock pesado e massivo Mississipi Queen do Mountain foi usado para acentuar o clima de depressão e desespero em uma das cenas do filme; Nobody Knows é a primeira gravação feita pela cantora Kim Carnes, creditada como "Kim & Dave", em dupla com seu então marido Dave Ellingson;  Delaney & Bonnie, além de colaborar na trilha sonora, fazem uma pequena participação no filme como a banda "J. Hovah", cujos integrantes contam com Rita Coolidge e David Gates no piano; o bebê no colo de Bonnie Bramlett nas cenas, sua filha Bekka, nos anos 90 substituiria Stevie Nicks como vocalista do Fleetwood Mac. Uma das músicas criadas especialmente para o filme pelo compositor Jimmy Bowen, creditada como executada pelos "The J.B. Pickers", o nome dado ao grupo de músicos que auxiliou o compositor na gravação, Freedom of Expression, pela sua dramaticidade, tornou-se o tema mais conhecido de Corrida contra o Destino e é usado no Brasil há mais de 40 anos como tema de abertura do programa jornalístico Globo Repórter, da Rede Globo de Televisão.

## Recepção
O filme estreou em 10 de março de 1971 e não recebeu boas críticas nos Estados Unidos. Charles Champlin, do Los Angeles Times, escreveu que "Vanishing Point deve ter algum ponto....mas ele....ha....perdeu-se. O que ficou é um artesanato sofisticado e um cinismo sentimental em moda." Larry Cohen, da Hollywood Reporter, criticou o filme por ser "calculado, tedioso e, numa desesperada necessidade de aperto, a produção não envolve o espectador e é desprovida de uma coesão que poderia tê-la feito funcionar".
Newman relembra que o estúdio não tinha fé no filme e o lançou apenas em cinemas de bairro para que desaparecesse em duas semanas; entretanto, o filme explodiu na Grã-Bretanha e no resto da Europa, com críticas positivas e enorme sucesso comercial o que fez com que a Fox imediatamente o relançasse pouco tempo depois nos Estados Unidos em sessões conjuntas com Operação França. Após cumprir sua temporada nos cinemas convencionais, ele teve uma longa sobrevida sendo o segundo filme favorito de espectadores de cinemas de drive-in por todo o país, faturando ao final quase dez vezes o seu orçamento só no mercado interno americano. Um culto ao filme ocorreu posteriormente, devido, em grande parte, a uma exibição em cadeia nacional na televisão em 1976.
Atualmente, o filme tem uma avaliação positiva de 75% dos críticos do site especializado Rotten Tomatoes e, em 2014, após uma pesquisa entre críticos, atores, diretores, produtores e dublês,  a revista Time Out  colocou Corrida contra o Destino como o 70º melhor filme de ação de todos os tempos. Em 2015, o site de notícias e entretenimento Thrillist, classificou Corrida contra o Destino como o oitavo melhor filme de perseguição automobilística de todos em tempos.

## Legado
- Em 1997 foi feito um remake do filme para a televisão, com Viggo Mortensen no papel principal e usando o mesmo carro Dodge Challenger R/T  1970 do filme original. Os dois filmes são similares, mas a versão para a televisão tem uma história mais extensa e todos os elementos místicos do original foram retirados. Nesta versão, o motorista tem um primeiro nome, Jimmy, o que o  original nunca teve, sendo chamado em todo filme apenas pelo sobrenome. Ele é apresentado como um simpatizante de milícias de Idaho e "Super Soul" é transformado em "The Voice", um disc-jockey libertário, na pele de Jason Priestley.[9]:30 Barry Newman, o Kowalski original, considerou o telefilme "uma grande porcaria".[13]
- Vanishing Point foi a inspiração para um álbum do mesmo nome da banda Primal Scream, lançado em 1997.[9]:31   Além disso, uma faixa do disco foi batizada como "Kowalski", em homenagem ao personagem principal do filme; o vídeo da música traz a supermodelo Kate Moss pilotando um Dodge Challenger e espancando os membros da banda. A música também traz trechos do discurso de "Super Soul" sobre o "último herói americano" do filme de 1971.[22]
- Trechos do discurso de Super Soul também foram incorporados à letra da canção Breakdown, do álbum Use Your Illusion II, de 1991, do  Guns N' Roses.[23]
- O vídeoclipe de Show Me How to Live, single da banda norte-americana Audioslave, é todo baseado no filme, com os membros fazendo uma viagem de carro e sofrendo uma perseguição policial através do deserto, numa réplica do mesmo  Dodge Challenger de 1970 e seguindo o roteiro do filme.[9]:31
- Corrida contra o Destino é um dos filmes favoritos da vida de Steven Spielberg.[24]